# Cemacon
Cemacon S.A. este o firmă producătoare de blocuri ceramice cu capital românesc.

## Istoric
Fabrica de la Zalău a fost înființată în 1969 sub denumirea Întreprinderea de Produse Ceramice, având ca obiect de activitate producerea și comercializarea de ceramice pentru construcții, iar în 1991 a devenit societate pe acțiuni, sub denumirea Cemacon Zalău.
În anul 1999 a devenit societate cu capital integral privat.
În 2010 compania a inaugurat o nouă fabrică de blocuri ceramice, automatizată integral, în comuna Recea, județul Sălaj.

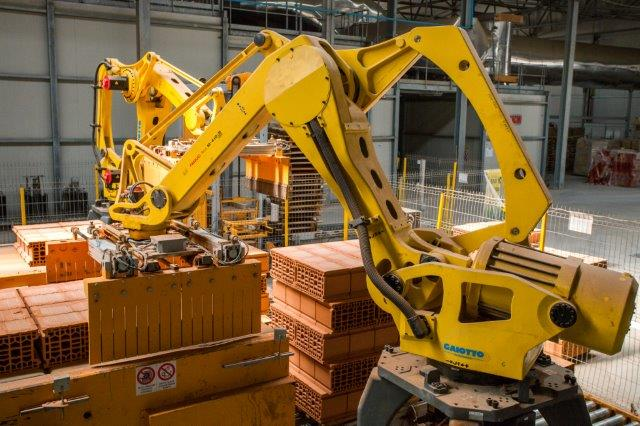
Blocuri ceramice Cemacon

Cifra de afaceri:
- 2013: 11 milioane euro [2]
- 2012: 7,8 milioane euro [3][4]
- 2011: 27,4 milioane lei[5]
- 2010: 22 milioane lei[5]
- 2009: 29 milioane lei[6]
- 2008: 48,6 milioane lei[6]
- 2007: 34,1 milioane lei

## Legături externe
- www.cemacon.ro - Site web oficial
- Pagina oficială Facebook Cemacon
- Pagină oficială Instagram Cemacon
- Canalul oficial Youtube Cemacon
- Fabrica de cărămidă cu cel mai mare cuptor din țară: Lucrăm la foc continuu pentru că durează două săptămâni să-l oprim și alte două-trei să îl repornim, 30 martie 2014, Mădălina Panaete, Ziarul financiar